# 24-та гірсько-піхотна (печерна) дивізія СС «Карстергер»
24-та гірсько-піхотна (печерна) дивізія СС «Карстергер» (нім. 24. Waffen-Gebirgs-(Karstjäger-)Division der SS) — з'єднання, гірсько-піхотна дивізія в складі військ Ваффен-СС Третього Рейху.

## Командування

### Командири
- СС оберштурмбанфюрер Карл Маркс (нім. Karl Marx) (1 серпня — 5 грудня 1944);
- СС штурмбанфюрер Вернер Ган (нім. Werner Hahn) (5 грудня 1944 — 10 лютого 1944)[3];
- СС оберфюрер Адольф Вагнер (нім. Adolf Wagner) (10 лютого — 10 травня 1945).

## Райони бойових дій
- Північно-Східна Італія та Західна Словенія (листопад 1944 — травень 1945).